# Balder
 For alternative betydninger, se Balder (flertydig). (Se også artikler, som begynder med Balder)
Balder (norrønt: Baldr) er en nordisk guddom, hvis rolle i mytologien er meget omstridt. Han omtales i myterne som den smukkeste af alle aser og søn af gudernes konge Odin og Frigg. Sammen med sin hustru Nanna har han sønnen Forsete. Hans bolig er Breidablik. Balder bliver almindeligvis beskrevet som retfærdighedens gud i religionshistorien. Myten om Balders død er blandt de mest kendte i nordisk mytologi, og den genfortælles eller refereres i flere andre fortællinger. I myten bliver Balder dræbt af et skud fra Høder med en mistelten. Hans mor havde ellers taget alt i verden i ed, så de lovede aldrig at skade ham. Kun misteltenen havde hun fundet så undselig, at hun ikke fandt det nødvendigt at tage den i ed. I mytologien fremstilles Balder mere som en passiv gud end aktivt handlende, men han tildeles alligevel en helt central placering i det store kosmologiske drama af flere religionsforskere, da hans død markerer indledningen på de begivenheder, der fører til verdens undergang. Efter Ragnarok skal Balder atter vende tilbage fra dødsriget.

## Etymologi og oprindelse
Oprindelsen af navnet Balder er usikker, men det er blevet foreslået, at det betyder "den lysende" eller "herren". Jan de Vries mente, at hans navn betød "den tapre" (jf. engelsk: The Bold One), men det er siden blevet afvist, da det ikke giver mening i forhold til de kendte myter. Billeder på brakteater fra jernalderen viser muligvis Balder blive ramt af misteltenen, hvilket kan være en indikation af mytens høje alder.

## Karakteristik
I islændingen Snorre Sturlasons mytologiske værker bliver Balder udelukkende fremstillet som en god og renfærdig, men også passiv gud. Hos Snorre findes bl.a. denne beskrivelse: Om ham er der kun godt at sige. Han er den bedste, og han prises af alle. Han er saa herlig og klar af Ydre, at det lyser omkring ham, og det hvideste af alle Græsser sammenlignes med Baldrs Øjenvipper. Deraf kan du danne dig et Begreb om hans Skønhed, baade med Hensyn til Haar og Skikkelse. Han er den viseste af Aserne, den mildeste og den, der taler skønnest. Men hans Natur er saaledes beskaffen, at ingen af hans Bestemmelser kan overholdes. Han bor paa det Sted, som hedder Bredeblik, det er paa Himlen. Paa dette Sted kan der intet urent være, som det siges her:
Bredeblik det hedder, hvor Baldr bygged 
sig en Sal til Bolig; 
der i Landet ligger, som jeg ved, 
færre Fare-Runer. 
Dette står i kontrast til den krigeriske halvgud, man møder hos den næsten samtidige Saxo Grammaticus, og som fører krig mod den anderledes renfærdige Hød om Nanna. I de islandske eddadigte, der var Snorres hovedkilde, findes der imidlertid tegn, der tyder på at Balder også blev opfattet som en mere ufredelig, fx i digtet Lokasenna, hvor Frigg siger, at Loke næppe ville kunne slippe levende ud af hallen, hvis hendes søn Balder havde været tilstede. Dette støttes også af kenninge i skjaldedigte, da der i dem optræder mere krigeriske navne som Hær-Balder, Spyd-Balder og Kamp-Balder.
I Balder optræder i en anden myte fra Snorres Edda, da han engang blev genstand for Skades hengivenhed og hun ønskede sig ham som mand. Se Skades valg.
Den norske religionsforsker Gro Steinsland finder ingen tegn på en egentlig balderskult. Hun bygger primært denne antagelse på, at vi ikke kender nogen stednavne, der med sikkerhed kan knyttes til ham.

## Balders død
Betydningen og oprindelsen til myten om Balders død har altid og er stadig meget omdiskuteret indenfor forskningen. Der findes derfor ingen alment accepteret tolkningsmodel. Myten kendes ikke i samlet form fra én kilde, men dele af den fortælles eller referes i flere forskellige kilder; bl.a. Baldrs draumar, hvor drømmen, der varsler hans forestående død, er det centrale element, Gylfaginning, der fortæller om drabet, hvordan Odin forsøger at få ham tilbage fra Hel og hans bålfærd Völuspá, hvor drabet er det afgørende vendepunkt i den større kosmologiske fortælling om verdens skæbne, samt forskellige referencer til myten i bl.a. Varftrudnismál, Lokasenna og skjaldedigtet Húsdrápa.
Myten består af en række episoder. Den første begynder med at Balder har onde drømme, der varsler hans kommende død. I digtet Baldrs draumar reagerer Odin på de dårlige varsler ved at ride til Hel, for at udspørge en vølve om betydningen af dem. Han får det svar, at skæbnen er uafvendelig, og at Ragnarok vil følge Balders død.
I Gylfaginning (48) nævnes Balders drømme også. Her reagerede guderne ved, at Frigg tog Ed paa, at Ild og Vand, Jærn og alslags Malm, Stene, Jorden, Træerne, Sygdommene, Dyrene, Fuglene, Edderen, Ormene skulde skaane Balder.  Men Loke fik lokket ud af hende, at det kun misteltenen, der ikke havde sværget på ikke at skade Balder. Misteltenen er en snylteplante, og i Völuspá fungerer den som et dødssymbol, der vokser på Yggdrasil. Loke lokkede derpå Høder til at skyde med misteltenen på Balder, som faldt død om, da han blev ramt. Det er den største Ulykkesgerning, der er gjort blandt Guder og Mennesker. Mens guderne begravede Balder på sit skib Hringhorni red Hermod til Helheim, for at få Balder tilbage. Da Balders krop blev lagt på bålet, brast Nannas hjerte så hun døde. Hun blev derpå lagt ved sin mands side i skibet. Odin gav sin ring Draupnir som gravgave. Det fortælles, at guderne måtte have hjælp af jættekvinden Hyrrokin til at skubbe Balders skib ud i vandet, hvilket end ikke Thor var i stand til.
På samme tidspunkt var Hermod nået frem til Helheim, hvor Hel lovede at lade Balder vende tilbage, hvis alt i hele verden ville græde for ham. Som den eneste nægtede var jættekvinden Tøkk at gøre det, og Balder måtte blive i Helheim. I digtet Völuspá fremgår det, at Balder vil vende tilbage efter Ragnarok, og at han vil blive forliget med Høder. Myten afsluttes dog ikke med Balders død, da et sådant drab måtte udløse en blodhævn. Da drabsmanden, Høder, selv var af både Balders og Odins egen æt, måtte hævneren ikke være af den samme æt, og derfor måtte det blive det et barn af en jættekvinde. Vha. bedrag lykkedes det Odin at befrugte Rindr, som fødte sønnen Vali, som én nat gammel dræbte Høder.
Den anden bagmand var Loke, og digtet Lokasenna fortæller hvordan guderne udstødte ham af deres kreds. Selvom han skjulte sig blev han fanget af guderne, der bandt ham indtil Ragnarok.

### Saxos version
Saxos fortælling om Høtherus (Høder) og Balderus (Balder) i Gesta Danorum er i kraft af sammenfaldet mellem hovedpersonernes navne en parallel til Snorres og eddadigternes version; men der er så mange forskelle mellem dem, at de kun vanskeligt kan opfattes som den samme fortælling. Den væsentligste forskel er, at Balderus optræder som skurken, og er en aktivt handlende part i kampen mellem Høtherus og ham. Denne kamp fremstilles tillige som en krig mellem to grupper om en kvinde. I Saxos fortælling er Balderus ligesom hos Snorre usårlig, men dræbes alligevel af Høtherus med et magisk sværd. Ligesom i den islandske version føres Balderus til Hel, og hævnes af en søn, Odininus (Odin) har fået med Rinda. Baggrunden for disse to parallelle versioner er ukendt. Anders Bæksted spekulerer i, om Saxos udgave enten bygger på en ellers tabt østnordisk tradition, eller om han digtede sin egen historie på grundlag af en ufuldstændig overlevering af den islandske version.

### Andre versioner
Lejrekrøniken, der sandsynligvis er ældre end både Saxos og Snorres værker, indeholder en kort euheumeriseret historie om sakserkongens søn Hother (Høder) og kong Haddings datter. Her fortælles det, at Hothbrod først dræbte Othens (Odin) søn Balder i et slag, og derpå forjog Othen og Thor. Tilslut blev Hothbrod dræbt af Othens søn. Historien slutter med oplysningen om at Hother, Othen, Balder og Thor sidenhen fejlagtigt blev opfattet som guder.
Den svenske religionsforsker Birger Nerman har foreslået at historien om brødrene Hæðcyn og Herebeald, der optræder i Beowulf, bygger på myten om Høders drab på Balder. Men Liberman finder det usandsynligt, da der udover et vist sammenfald i navne broderdrabet ikke er nogen ligheder mellem de to fortællinger.

### Tolkninger
Gro Steinsland har identificeret to traditionelle tolkningsmodeller af Baldersmyten. Ifølge den ene har Balders død været relateret til mytologien omkring Odin som krigsgud. Den nederlandske lingvist Jan de Vries har fx foreslået, at myten var knyttet til en initiationsrite, hvor den unge kriger indvies til Odin ved at gennemleve en mytisk død, og derpå genopstå som Våle. Dvs. den hørte til Valhallaforestillingerne, hvor krigeren efter sin død genopstod som medlem af Odins hær. En anden fremtrædende repræsentant for denne tradition er den engelske filolog Gabriel Turville-Petre. I den anden, blev Balder tolket som en død og genopstanden frugtbarhedsgud. Indenfor denne tradition bliver han ofte sammenlignet med mellemøstlige guddomme hvis død var en dramatisering af årstidernes skiften vha et kultdrama, som fx Baal, Tammuz og Adonis. Prominente repræsentanter for denne tradition er bl.a. Gustav Neckel og Frands Rolf Schröder. Steinsland finder imidlertid alvorlige problemer i begge modeller. Det er fx svært at knytte Balder sammen med den udprægede krigeriske valhallaidelogi, så længe han udtrykkeligt fremstilles som en fredelig og passiv gud. På den anden side mener hun heller ikke, at Balder ikke kan være koblet til årstiderne, da han netop ikke vender tilbage fra døden før efter Ragnarok, da en helt ny verden er opståen. Anatoly Liberman mener ligefrem at et sådanne komparative forklaringer ikke giver mening, hvis de ikke er funderet i det lokale religiøse system, hvor myten blev fortalt.
Frederik Stjernfeldt har i sin tolkning af Baldersmyten karakteriseret Balder som en syndebuk, og gør ham derved til et passivt offer for Lokes intriger. Denne tolkning betyder, at Loke i realiteten bliver til mytens egentlige hovedperson. På baggrund af en struktualistisk analyse tolker Jens Peter Schjødt ligeledes Loke, som en figur, der er essentiel for forståelsen af myten. Han repræsenterer skæbnen, som nordboerne opfattede som den vigtigste drivkraft i deres liv. John Lindow karakteriserer Balders død som den helt centrale episode i den kosmiske kamp mellem guderne og jætterne.
Fornylig har den russiske filolog Anatoly Liberman foreslået, at historien om Høders drab på Loke er et levn efter en ældre mytologi, hvor Balder blev opfattet som himmelgud og beskytter af liv og lys, mens hans bror Høder var gud for underverdenen, som i nogle områder måske var identisk med Loke. Han mener, at Saxos og Snorres versioner er resultatet af bearbejdninger, hvor fragmenter af den oprindelige myte er blevet kombineret med andet mytologisk materiale. Han mener desuden, at misteltenen oprindeligt ikke var en del af myten, da denne plante var ukendt i Norden i oldtiden. Det har efter hans mening snarere været tagrør.

#### Balder og Kristus
Sophus Bagge foreslog i 1881 at beskrivelsen af Balder i Gylfaginning var inspireret af de kristne legender om Jesus. Et af argumenterne for den sammenligning er at Balder af Snorre blev omtalt som "den hvideste af aser", hvilket således er blevet karakteriseret som en parallel til nordboernes navn for Jesus, Hvidekrist. Andre lighedspunkter, der er blevet draget frem, er deres rolle som lidende og gode guder, der dør som uskyldige, ligesom kristendommens dualistiske kamp mellem det gode og onde er blevet genfundet i konflikten mellem Loke og Balder. Denne sammenligning er dog stærkt omdiskuteret.

## Eponymer

### Planter
I Gylfaginning bliver planten Lugtløs kamille (Matricaria perforata) kaldet Balders bryn. I Norge har den stadig dette navn.